# Cynosa agedabiae
Cynosa agedabiae är en spindelart som beskrevs av Lodovico di Caporiacco 1933. Cynosa agedabiae ingår i släktet Cynosa och familjen vargspindlar. Inga underarter finns listade i Catalogue of Life.